# Ernst-Haeckel-Gymnasium
Das Ernst-Haeckel-Gymnasium in Werder (Havel), Brandenburg, wurde im August 1991 gegründet. An der nach Ernst Haeckel benannten Schule werden Schüler in den Klassen 5 bis 12 (Abitur nach der 12. Jahrgangsstufe) unterrichtet.

## Geschichtliches
Im August 1991 begann der Unterricht mit den vierzügigen Klassenstufen 7 und 8 im alten Gebäude der erweiterten Oberschule.
1993 wurde am 18. August der Grundstein für den ersten der drei Bauabschnitte des neuen Gebäudes gelegt. Die Grundsteinlegung wurde von einer Demonstration gegen die drohende Schließung ihrer gymnasialen Oberstufen der Gesamtschulen Lehnin und Ziesar begleitet.
Am 21. Oktober 1994 begann der Unterricht in dem Gebäude des ersten Bauabschnittes. Die Einweihung des zweiten Bauabschnittes wurde am 3. Juni 1999 begangen.
Das Ernst-Haeckel-Gymnasium ist eines von 31 Gymnasien in Brandenburg, in denen auf Grund des am 15. Dezember 2006  erlassenen Schulgesetzes die Einrichtung einer Leistungs- und Begabungsklasse (LuBK) genehmigt wurde. Die 5. und 6. Klassen sind die sogenannten LuBK Klassen.
Am 15. Mai 2008 wurde der Grundstein für eine neue Zwei-Felder-Turnhalle gelegt, die am 18. November 2009 eingeweiht wurde. Zuvor war das alte Schulgebäude der erweiterten Oberschule im Sommer 2004 abgerissen worden.
Seit dem 1. Februar 2018 ist der Schulleiter Martin Erdmann, der damit seinen langjährigen Vorgänger Jörg Ritter ablöste.

## Unterricht
Die Schule hat ein vielfältiges Angebot im naturwissenschaftlichen, gesellschaftswissenschaftlichen und künstlerisch-sprachlichem Bereich. Die Schülerinnen und Schüler können somit entsprechend ihrer Interessen selbst entscheiden, welche Bereiche sie vertiefen möchten. Im Wahlpflichtbereich der Jahrgangsstufen 9 und 10 wird ein breites Spektrum an Wahlpflichtkursen angeboten, um diese interessengeleitete Vertiefung zu ermöglichen. Im Seminarkursbereich in der gymnasialen Oberstufe werden ebenfalls Angebote aus allen Aufgabenfeldern unterbreitet.
Grundsätzlich steht das Fördern und Fordern der Schülerinnen und Schüler im Mittelpunkt. So wird z. B. über den Förderunterricht in der Jahrgangsstufe 7 für einige Schülerinnen und Schüler der Übergang von der Grundschule zum Gymnasium erleichtert. Ebenso werden z. B. besonders begabte Schülerinnen und Schüler durch das Angebot der Leistungs- und Begabungsklassen angesprochen. Über den Wahlpflichtunterricht wird den verschiedenen Interessen der Schülerinnen und Schüler Rechnung getragen. Viele Arbeitsgemeinschaften (z. B. Pop-Chor) und schulische Wettbewerbe (z. B. Olympiaden in den Naturwissenschaften und im Fach Mathematik, Jugend debattiert sowie lebendige Antike) und Projekte bereichern zusätzlich den Unterricht.
In den Leistungs- und Begabungsklassen steht die Stärkung des selbstständigen Lerners und das Schaffen von Freiräumen für interessengeleitetes Arbeiten im Mittelpunkt der Arbeit.
Ab dem Schuljahr 2021/2022 wird durchgehender bilingualer Unterricht in den Fächern Biologie und Geschichte ab der Jahrgangsstufe 7 angeboten. Weitere bilinguale Angebote werden bereits ab dem Schuljahr 2020/2021 um Wahlpflichtbereich unterrichtet.

## Sportliche Erfolge
- 3. Platz beim Badminton Landesfinale der WK II 2024
- 2. Platz beim Badminton Landesfinale der WK II 2023
- Schulvergleich im Bogenschießen 2015
- Lenné Cup 2014 in Potsdam
- Badminton Schulteam gewinnt das Landesfinale und zieht 2014 in das Bundesfinale ein.
- Fußball-Team wird 2012 Kreismeister
- 3.  Platz der Leichtathletinnen in Potsdam
- 3. Platz der Klassen 7 und 8 sowie die Klassen 9 und 10 für das EHG beim Drachenbootrennen 2012
- 1. Platz beim Badminton-Landesfinale der Wettkampfklasse III
- 1. Platz beim Badminton-Lenné Cup 2011
- Badminton 2. Platz beim Landesfinale 2011
- Badminton Landesfinale Wettkampfklasse III 2010
- Badminton Landesfinale Wettkampfklasse III 2008
- Badminton Regionalfinale Wettkampfklasse III 2008
- Badminton Lenné Cup 2007
- Badminton Kreisfinale der Wettkampfklasse II 2007
- Kreismeister im Fußball bei Jugend trainiert für Olympia 2006
- 7. Platz im Bundesfinale der Ruderer bei Jugend trainiert für Olympia 2006
- 2. Platz in der Wettkampfklasse III, 4. Platz in der Wettkampfklasse II im Landesfinale Badminton bei Jugend trainiert für Olympia 2006

## Partnerschaften
Das Ernst-Haeckel-Gymnasium beschloss im November 2006 als einzige Schule Deutschlands eine Partnerschaft mit dem Deutschen Komitee Mauthausen. Dieses beschäftigt sich mit der Aufarbeitung und Erinnerung der Geschehnisse des KZ Mauthausens.
Partnerschulen, mit denen jährlich ein Austauschprogramm stattfindet, befinden sich in:
- Dänemark: Hjørring Gymnasium, Hjørring, seit 1994
- Frankreich: Bretagne, seit 2002
  - Collège Edouard Quéau in Portsall
  - Collège Pays des Abers in Lannilis
  - Collège du Vizac in Guipavas
- Neuseeland: Lynfield College, Auckland, seit 2006
- Polen: II Liceum Ogólnokształcące im. św. Królowej Jadwigi, Siedlce, seit 2019